# Shintaishi
Le shintaishi (新体詩) est une forme poétique japonaise qui émerge lors de l'ère Meiji
. Contrairement à d'autres formes comme le haiku, les poèmes qui suivent cette forme opte pour une versification plus libre.

## Auteurs
- Ochiai Naobumi

## Sources